# أندريه برول (دراج)
أندريه برول (بالفرنسية: André Brulé)‏ مواليد 4 فبراير 1922 في فرنسا - الوفاة 3 مارس 2015، كان دراج فرنسي.

## روابط خارجية
- أندريه برول على موقع أرشيف الدراجات (الإنجليزية)
- أندريه برول على موقع إحصائيات الدراجات الإحترافية (الإنجليزية)
- أندريه برول على موقع CycleBase (الإنجليزية)